# Emmaboda (Gemeinde)
Koordinaten: 56° 38′ N, 15° 32′ O

Emmaboda ist eine Gemeinde (schwedisch kommun) in der schwedischen Provinz Kalmar län und der historischen Provinz Småland. Der Hauptort der Gemeinde ist Emmaboda.

## Wirtschaft
Die Wirtschaft ist von den drei Wirtschaftszweigen Eisen, Holz und Glas geprägt. Der größte Arbeitgeber ist der Pumpenhersteller Xylem Water Solutions Manufacturing mit ungefähr 1100 Angestellten (ehemals ab 1962 Stenberg-Flygt, später ITT Flygt und ab Oktober 2011 Xylem).

## Orte
Folgende Orte sind Ortschaften (tätorter):
- Emmaboda
- Eriksmåla
- Johansfors
- Långasjö
- Vissefjärda